# ديباتي-فريلينغ إنتربرايزس
ديباتي-فريلينغ إنتربرايزس (بالإنجليزية: DePatie-Freleng Enterprises - DFE) كانت شركة إنتاج رسوم متحركة في هوليوود من عام 1963 حتى 1981. قامت بإنتاج العديد من العروض السينمائية، مسلسلات الرسوم المتحركة، الإعلانات التجارية، لوحات العناوين وعروض التلفزيون الخاصة، أشهر إنتاجاتها سلسلة بينك بانتر.

## الأصول
أنشأ الشركة كلا من موظفي وارنر براذرز كارتونز فريز فريلينغ ودايفيد إتش. ديباتي بعد توقف وارنر براذرز عن إنتاج الكارتون عام 1963.
رغم أن الاثنين لم يعودا يعملان لدى وارنر براذرز إلا أنهما تلقيا عرضا خاصا من مدراء الشركة بالسماح بالعمل في مقرات استوديو الرسوم المتحركة السابق بمعداته وتجهيزاته مقابل مبلغ يدفع سنويا. ومع أن البداية كانت بإنتاج بضعة إعلانات وأفلام "رعاية"، سرعان ما انطلقت في إنتاج الرسوم المتحركة السينمائية.
مخرج فيلم ذا بينك بانتر بلايك إدواردز تعاقد مع ديباتي-فريلينغ لإنتاج مقدمة كارتون لفيلمه تظهر فيها شخصية نمر. عندما أطلق الفيلم نالت المقدمة انتباه الحضور.
سرعان ما وقعت DFE مع يونايتد آرتستس عقدا لإنتاج 100 عرض سينمائي لبينك بانتر وأصدقائه على مدى أكثر من عشر سنوات، وفي وقت متقارب وقعت DFE عقدا مع وارنر براذرز لإنتاج المزيد من سلسلة لووني تونز وميري ميلوديز، وجد فريلينغ وديباتي نفسيهما مشغولين بالعمل الكثير.
العديد من الرسامين الذين عملوا سابقا في وانر براذرز وجدوا عملا جديدا لدى DFE، فبدؤوا باول عرض لبينك بانتر ذا بينك فينك الذي أخرجه فريلينغ والذي نالت DFE بفضله جائزة أوسكار وحيدة عام 1964.

## بعض أعمال السينما والتلفزيون
أصبحت DFE مثل هانا-باربيرا تنتج عروضا للسينما والتلفزيون، من بينها:
- ذي آنت آند ذي آردفارك
- ذا بلو رايسر
- ذا دوغفاذر
- هووت كلووت
- ذي إنسبكتر
- لووني تونز وميري ميلوديز (لمصلحة وارنر براذرز)
- ذا بينك بانتر
- رولاند آند راتفينك
- تيجوانا تودس

في وقت لاحق أصبحت سلسلة بينك بانتر مسلسل تلفزيون باسم ذا بينك بانتر شو، الذي ضم إضافة إلى ذلك عروض سينمائية أخرى مثل ذي إنسبكتر، ذي آنت آند ذي آردفاك، رولاند آند راتفينك، وذا تكساس تودس (تيجوانا تودس).
ومثل برامج الرسوم المتحركة في ذلك الوقت، كان برنامج ذا بينك بانتر شو يحتوي على مسار صوت ضحك، كما تم تعديل واقتطاع المشاهد لكي تكون أكثر ملاءمة للعرض على التلفزيون.

## موظفو وارنر براذرز لدى ديباتي-فريلينغ
في البداية، كانت ديباتي-فريلينغ هي وارنر براذرز كارتونز لكن بمسمى جديد، فالمباني، الموظفون، والمنتجون هم بالفعل أنفسهم، ماعدا تشاك جونز وفريقه الذين عملوا على سلسلة جديدة من توم آند جيري.
من بين من عملوا لدى ديباتي-فريلينغ كان هناك روبرت مككمسون، هاولي برات، غيري تشينيكوي، آرت دايفس، رودي لاريفا، جون دان، ديفيد ديتيج، ميل بلانك، جوون فوراي، ويليام لافا.

## السنوات المتأخرة
بتصاعد تكاليف إنتاج الرسوم المتحركة والانتقال إلى مجال التلفزيون، هبطت جودة الإنتاج في أواخر السبعينات، إلا أن ديباتي-فريلينغ حاولت الحفاظ على إنتاج بجودة أفضل مما كانت لدى منافسيها.
في 1981، باع فريلينغ وديباتي الشركة إلى مارفل كوميكس، عاد فريلينغ إلى وارنر براذرز لإنتاج بعض الأفلام السينمائية ذات العلاقة مع لووني تونز، بينما ديباتي اتفق مع مارفل على ترؤوس مارفل برودكشنز.
تغير مالكو مكتبة ديباتي-فريلينغ لبرامج التلفزيون بمرور السنوات، بينما بقيت مكتبة أفلام الرسوم المتحركة السينمائية مملوكة لدى شركات توزيعها الأصلية.

## وصلات خارجية
- موقع عن ديباتي-فريلينغ إنتربرايزس نسخة محفوظة 8 يونيو 2005 على موقع واي باك مشين.
- كارتون ديباتي-فريلينغ